# Kladystyka

Różne grupy organizmów. Niektóre z nich nie są kladami

Kladystyka, systematyka filogenetyczna – metoda klasyfikacji grupująca obiekty w zhierarchizowane jednostki, spośród których mniej obszerne należą do obszerniejszych. Kladystykę można wykorzystać do uporządkowania jakichkolwiek danych porównawczych – stosowana jest najpowszechniej w systematyce biologicznej, jednak wykorzystuje się ją również m.in. w archeologii i językoznawstwie.
Podstawowym pojęciem w kladystyce jest klad, czyli zbiór organizmów mających wspólnego przodka. W ujęciu ortodoksyjnym klady rozdzielają się dychotomicznie, tworząc drzewo dychotomiczne. W praktyce rzadko udaje się udowodnić realność takich rozgałęzień ze względu na powszechne w ewolucji zjawisko radiacji adaptacyjnej.
W klasycznej systematyce grupy organizmów (taksony) mogą być:
- monofiletyczne – grupa obejmująca wspólnego przodka i wszystkich jego potomków. Np. ssaki.
- parafiletyczne – grupa obejmująca wspólnego przodka i nie wszystkich jego potomków. Np. gady, ponieważ ptaki są potomkami organizmów zaliczanych do gadów, lecz same nie są zaliczane do gadów.
- polifiletyczne – istnieje dwóch członków grupy, których wspólny przodek jest poza grupą. Np. „stałocieplne kręgowce latające” – nietoperze i ptaki mają wspólnego przodka, jednak nie jest on zaliczany do „stałocieplnych kręgowców latających”.

W kladystyce nie dopuszcza się grup polifiletycznych ani parafiletycznych.
Dla większego zrozumienia klady czasem się oznacza nazwami taksonów klasycznej systematyki np. rząd, rodzina uzupełnione często o klady pośrednie np. dodatkowy klad między rzędem i rodziną. W teoretycznej kladystyce liczba rozdzieleń kladów na klady potomne – kladogeneza – może być nieograniczona, w przeciwieństwie do systematyki klasycznej, gdzie taksonom przypisane są do poszczególne kategorie systematyczne.
Klady siostrzane, czyli dwa najbliżej spokrewnione, charakteryzują się pewnymi cechami, które dzieli się na plezjomorficzne (powstałe przed rozdzieleniem) i apomorficzne (powstałe po rozdzieleniu).

## Historia

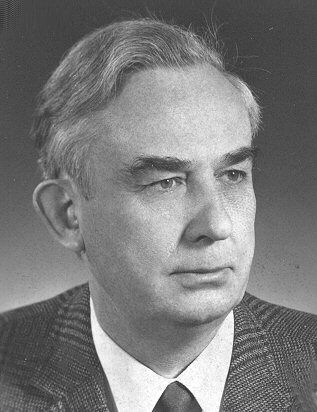
Willi Hennig

Za twórcę kladystyki uważa się niemieckiego entomologa Williego Henniga, który w 1950 roku wydał książkę Grundzüge einer Theorie der Phylogenetischen Systematik, zawierającą zasady i metody rekonstruowania przebiegu filogenezy i przekształcania go w hierarchiczną klasyfikację. Wówczas wprowadził m.in. pojęcia „apomorficzny” i „plezjomorficzny” – wtedy jednak służyły one do określania taksonów, dopiero w 1952 roku przypisano je do cech, tym samym umożliwiając po raz pierwszy zrekonstruowanie powiązań filogenetycznych. 
Hennig przedefiniował termin „monofiletyzm”, używany wówczas dla wszystkich taksonów niepolifiletycznych – według tego typu definicji takson monofiletyczny mógłby obejmować wspólnego przodka i nie wszystkich jego potomków, natomiast w definicji Henniga musi obejmować zarówno wspólnego przodka, jak i wszystkich jego potomków. Termin „parafiletyzm” na określenie taksonu, do którego należy przodek i nie wszyscy jego potomkowie, Hennig wykorzystał po raz pierwszy w publikacji z 1965 roku. 
Książka Henniga z 1950 roku była jednak mało znana poza kręgami entomologicznymi, jego propozycje większą popularność uzyskały w 1966, kiedy ukazało się tłumaczenie książki na język angielski. 
W środowisku naukowym dużym echem odbiła się polemika Henniga z biologiem ewolucyjnym Ernstem Mayrem. Ten ostatni skrytykował koncepcje Henniga, a jego stwierdzenie, że ptaki i krokodyle są w rzeczywistości grupami siostrzanymi, nazwał „absurdem”, mimo iż nie negował, że cechy wspólne ptaków i krokodyli są synapomorfiami. To wówczas Mayr ukuł termin „kladystyka” (ang. cladistics), który powszechnie przyjął się na określenie „systematyki filogenetycznej”.

## Przykład
Na przedstawionym na rysunku kladogramie widać pokrewieństwo niektórych gatunków małp człekokształtnych (dla uproszczenia przyjmijmy, że wszystkie konieczne taksony zostały zaznaczone).
Wnioski z analizy:
- istniał kiedyś osobnik (w praktyce niewielka populacja) będący przodkiem orangutanów, goryli, szympansów, bonobo i ludzi, który jednocześnie nie był przodkiem żadnego innego taksonu. Można określić dokładnie czas, w którym żył (przynajmniej teoretycznie). Nazwijmy grupę jego potomków "kladem 1".

- cechy organizmów należących do „kladu 1”, które występowały u tego osobnika to cechy plezjomorficzne
- orangutany wykazują tylko cechy plezjomorficzne „kladu 1”i cechy apomorficzne własnej grupy
- istniał kiedyś osobnik będący przodkiem dla goryli, szympansów, bonobo i ludzi, nie będący zaś przodkiem orangutanów ani żadnego innego gatunku. Również można określić dokładnie czas, w którym żył. Nazwijmy grupę jego potomków „kladem 2”.
- orangutany i „klad 2” to klady siostrzane
- na cechy plezjomorficzne „kladu 2” składają się cechy plezjomorficzne „kladu 1” i cechy apomorficzne, które posiadał przodek „kladu 2”, nie posiadał ich natomiast przodek „kladu 1” i nie posiadają ich orangutany.
- goryle wykazują tylko cechy plezjomorficzne „kladu 2 i cechy apomorficzne własnej grupy.
- istniał kiedyś osobnik będący przodkiem dla szympansów, bonobo i ludzi, niebędący zaś przodkiem goryli, orangutanów ani żadnego innego gatunku. Nazwijmy grupę jego potomków „kladem 3”.
- goryle i „klad 3” to klady siostrzane
- istniał kiedyś osobnik będący przodkiem dla szympansów i bonobo, niebędący zaś przodkiem goryli, orangutanów, ludzi ani żadnego innego gatunku. Nazwijmy grupę jego potomków „kladem 4”.
- ludzie wykazują cechy plezjomorficzne „kladu 3” oraz własne cechy apomorficzne
- szympansy wykazują cechy plezjomorficzne „kladu 4” (na które składają się cechy plezjomorficzne „kladu 3” oraz cechy apomorficzne „kladu 4”) oraz własne cechy apomorficzne
- bonobo, podobnie jak szympansy, wykazują cechy plezjomorficzne „kladu 4” oraz własne cechy apomorficzne
- każdy z kladów 1, 2, 3 i 4, oraz samodzielnie rozpatrywane orangutany, goryle, szympansy, bonobo lub ludzie to taksony monofiletyczne
- grupa obejmująca wszystkie wymienione małpy, ale nieobejmująca ludzi, to takson parafiletyczny